# 天鵝座RW
天鵝座RW是在天鵝座的一顆半規則變星，在2等天津一（天鵝座γ）東方約一度。其視星等在8.05和9.70之間變化，光譜類型在M3和M4之間變化。

## 距離
天鵝座RW的蓋亞目錄視差是0.4602±0.0897 mas或大約2.2 kpc的距離。  天鹅座RW被認為是天鹅座OB9星協的成員，因此距離太陽系約3,600光年。基於鄰近OB星視差的較新觀測結果顯示，天鵝座RW的距離為 1.62 kpc.。

## 性質
天鹅座RW是一顆明亮的紅超巨星，光度超過100,000 L☉。它的光譜類型在變星總表中被規範為M2-4Ia-Iab，涵蓋了之前公佈的數值範圍。它被定義MK光譜分類 （Yerkes spectral classification）的M3-M4Ia-Iab標準星。2005年，直接計算得出其表面的有效溫度為3,600K，給出半徑為980 R☉。另一種計算給出了更高的溫度3,920K 和相應的較低半徑 680 R☉。基於其蓋亞目錄的視差，最新測量給出了2005年得出的類似有效溫度，以及更大的半徑1,000 R☉，這將使天鵝RW成為最大已知恆星之一。使用更保守的數值，如果將其放置在太陽系的中心，它將延伸到火星的軌道並進入主小行星帶。

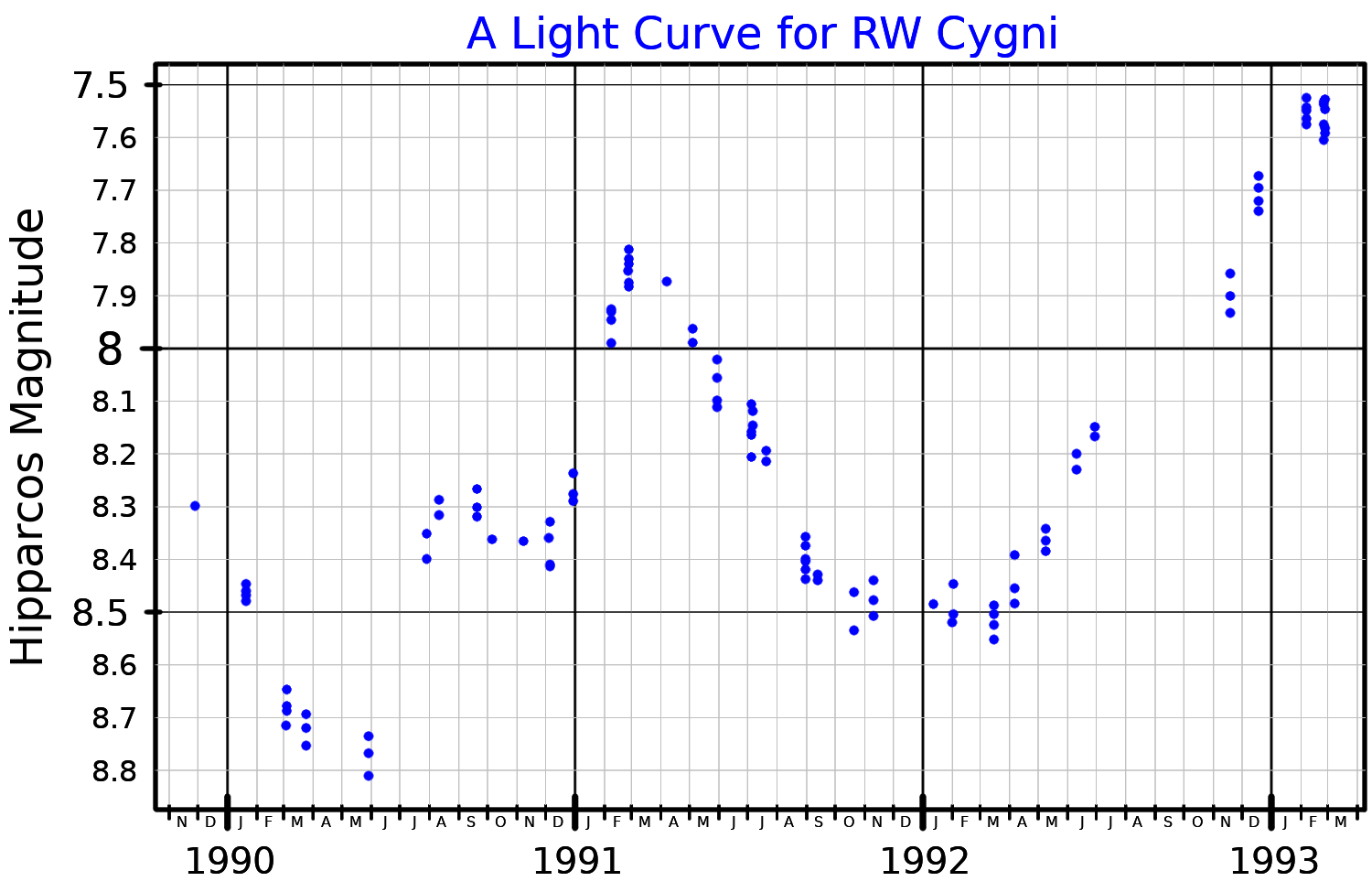
根據「依巴谷衛星」數據繪製的天鵝座RW光變曲線

天鵝座RW的初始質量是根據它相對於恆星演化理論的軌道位置估計的，大約在20 M☉。對其大氣層的觀測表明，它正在以每年3.2×10−6 M☉的速率失去質量。
天鵝座RW被歸類為[半規則變星]]。它被賦予了SRc亞型，表明它是一顆很冷的超巨星。它的亮度從+8.0和+9.5等的極端變化，週期為   580±80 d；未檢測到較長的二次週期。